# École de guerre - Terre
 (août 2023).
L’École de guerre-Terre (EDG-T)  est une composante du CEMST. 
Elle forme des officiers supérieurs français de l’Armée de Terre, des officiers supérieurs étrangers et des civils.
Les officiers supérieurs français sont recrutés principalement sur concours à l’issue d’une première partie de carrière en corps de troupe, qui seront amenés à occuper des fonctions au sein du haut encadrement militaire. Les officiers supérieurs étrangers sont proposés par les armées étrangères. Les auditeurs civils sont sélectionnés sur dossier par un jury[réf. non conforme].
L’EDG-T fait partie de l'enseignement militaire supérieur, composée de la formation d’état-major, du concours de l’École de guerre (EDG), de la scolarité à l’EDG-T puis à l’EDG. 
L’EDG-T, recréée en 2018 et installée à l’École militaire, est héritière de l’École supérieure de guerre (ESG) ayant existé de 1973 à 1991.
L’EDG-T se distingue de l’EDG par la nature de son enseignement. Alors que cette dernière est tournée vers les opérations interarmées, l’EDG-T consacre son enseignement aux opérations aéroterrestres au sol et près du sol de l’Armée de Terre.

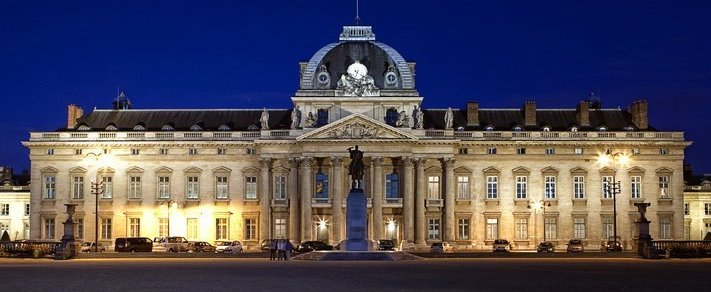
École militaire.

## Histoire et traditions

### Héritière du passé de l’École supérieure de guerre(1876-1993)
| Promotion          | Appellation         | Historique |
| ------------------ | ------------------- | --- |
| 1876 (P1-P2)       | CSES                | Créations des Cours Spéciaux d’Enseignement Supérieur. Scolarité de 2 ans, brevet de capacité.                                                            |
| 1878 (P3-P5)       | EMS                 | Les CSES deviennent Ecole Militaire Supérieure. Scolarité de 2 ans, brevet de capacité.                                                                   |
| 1880 (P6-P60)      | ESG                 | L’EMS devient l’Ecole Supérieure de Guerre. Scolarité de 2 ans, brevet d’état-major. Fermeture de 1914 à 1919. Fermeture en 1939 puis dissolution en 1940 |
| 1947 (P61-P64)     | ESFA, section Terre | Section « Terre », au sein de l’Ecole supérieure des forces armées. Scolarité de 2 ans, brevet d’enseignement militaire supérieur.                        |
| 1951 (P65 à P106)  | ESG                 | Ecole supérieure de guerre. |
| 1993 (P107-P126)   | CSEM                | Cours supérieur d’état-major. Scolarité de 1 an, projection comprise, brevet technique d’enseignement militaire supérieur.                                |
| 2013 (P127-P129)   | DESTIA              | Direction de l’enseignement supérieur tactique interarmes. Enseignement à distance et en appui du « groupement terre ».                                   |
| 2016 (P130 à P131) | CSIA                | Cours supérieur interarmes. Scolarité de 1 an, projection comprise.                                                                                       |
| 2018 (P132 à P136) | EDG-T               | Recréation d’une Ecole de Guerre-Terre (EDG-T) |

L’EDG-T est héritière de l’École supérieure de guerre, créée en 1876 à la suite de la défaite de 1871. Cette école, dont le premier commandant fut le général Lewal avait pour objectif de renouveler l’enseignement tactique des élites militaires, notamment en s’inspirant de la méthode prussienne.

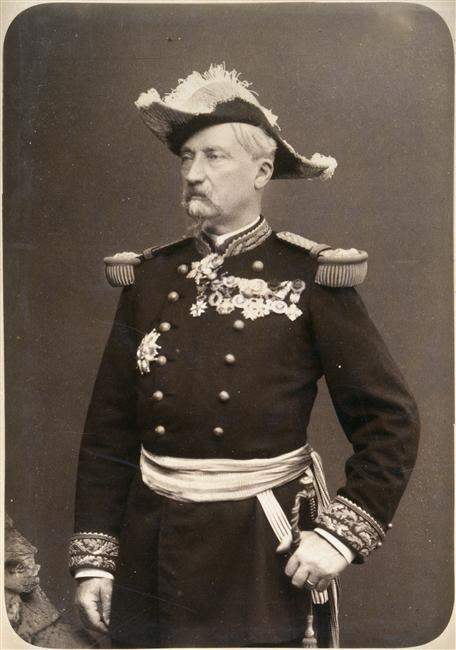
Général Lewal.

De nombreux grands noms de l’armée françaises s’y sont succédé comme professeur, développant une pédagogie nouvelle (ce qu’on a appelé la « méthode des cas ») : le chef de bataillon Maillard, le colonel Bonnal, le colonel Lanrezac puis le général Foch et la « Pléiade » constituée par les colonel Pétain, Maud’huy, et Debeney. Ces derniers marquent tout particulièrement l’histoire de l’école. Le ton pragmatique de leurs cours, leur irrévérence affichée envers bon nombre de leurs prédécesseurs ou règlements contemporains, leur souci d’analyse des effets de l’armement moderne tranchent avec le discours habituellement plus conservateur des professeurs de l’ESG, à tel point qu’on a pu parler de « nouvelle École». Après la Première Guerre Mondiale, l’ESG rouvre ses portes et renoue avec une pédagogie innovante[source insuffisante]. La seconde Guerre Mondiale viendra de nouveau interrompre l’existence de l’ESG, avant que la scolarité ne reprenne en 1947. Dans son discours d’ouverture, le général de Lattre, inspecteur général de l’armée exhorte alors les stagiaires à être des « brasseurs d’idées ». Deux grandes périodes vont alors se succéder. De 1947 à 1962, c’est le dilemme entre un enseignement tourné vers le futur et le poids du passé, lié aux conflits coloniaux qui s’éternisent. Après 1962, c’est l’orientation délibérée de l’Ecole vers l’étude du devenir nucléaire. C’est d’ailleurs à  l’occasion d’une inspection à l’Ecole Militaire que le général de Gaulle expose les conséquences que la France doit tirer du fait atomique quant à l’organisation de sa défense et à ses alliances.

### Évolution de l'enseignement supérieur et renaissance de l'EDG-T (1993-2022)
À la suite de la guerre du Golfe en 1991, l’ESG (scolarité à 2 ans) est dissoute, au profit du Collège interarmées de Défense (scolarité à 1 an). L’armée de Terre maintient toutefois un enseignement spécifique. Le 1er septembre 1993 un Cours Supérieur d’État-Major (CSEM) se substitue à ce qui constituait la première année de formation de l’ESG. Il consiste en une année dédiée à une projection en état-major interallié de 6 mois et une scolarité de 6 mois. En 2013, les 6 mois de scolarités sont remplacés par un module d’enseignement à distance, venant réduire encore le temps de formation dont bénéficiait le futur haut-encadrement militaire.
En 2016 est finalement recréé un cours Supérieur Inter-Armes (CSIA), avec le retour d’une période de six mois de scolarité à l’École militaire avant le passage des officiers de l’armée de Terre au CID devenu alors « Ecole de Guerre ».
« Le 30 août 2018, le CSIA est rebaptisé  Ecole de Guerre-Terre (EDG-T). La scolarité repasse à 1 an, avec un enseignement en présentiel. » Les promotions comptent aujourd’hui une part d’officiers étrangers et d’auditeurs civils[réf. nécessaire].

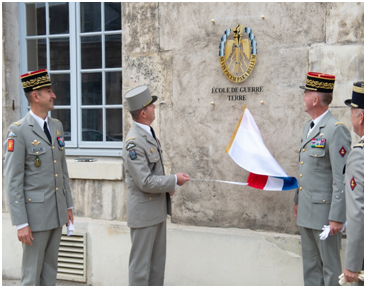
Inauguration de l’École de guerre-Terre par le général d’armée Bosser

Cette formation est sanctionnée par le brevet d’études militaires supérieures attribué par le CEMAT aux officiers français et alliés ainsi qu'aux auditeurs civils en fin de scolarité.

### Traditions de l'école
L’Ecole de Guerre-Terre est héritière de l’École supérieure de guerre, dont elle a repris le fanion. Ainsi, en un peu plus d’un siècle, ce sont près de 10 000 officiers stagiaires qui sont passés entre ses murs.

## Scolarité
Une refonte totale de l’enseignement a été réalisée en 2018. Dans ce cadre, le parcours de formation est articulé en deux phases : le « temps de la transformation » puis le temps de la scolarité. La scolarité débouche sur le brevet technique d'enseignement militaire supérieur. 
Les auditeurs civils peuvent suivre les mêmes cours que les auditeurs officiers. S'ils suivent avec assiduité les enseignements et effectue les activités nécessaires, ils se voient attribuer une attestation de suivi de scolarité. 
L’École de guerre-Terre « sélectionne, quelques dizaines de représentants de la société civile reconnus “hauts potentiels” dans leur domaine d’activité ou de compétence. Une fois sélectionnés, les candidats retenus ont accès à l’ensemble de la scolarité (septembre à juin) de l’École de Guerre avec la promotion (environ 300 officiers français et officiers internationaux), sur le site de l’École militaire à Paris, en complète immersion »

### « Temps de la transformation »
La première partie de la formation dure 21 mois. Tout en participant aux activités de leurs unités opérationnelles, les lauréats au concours d'entrée reçoivent un contrat d’objectif individuel qui comporte quatre volets : 
- mise en situation de responsabilité au cours d'une opération militaire de trois à six mois ;
- poursuite du développement de la culture générale et de la pensée militaire par la lecture d'ouvrages;
- approfondissement des connaissances professionnelles par un élargissement des dossiers traités ;
- et perfectionnement de la pratique de l’anglais ou d'une autre langue.

Par ailleurs, ils initient le sujet d’un projet personnel qui sera conduit lors de la scolarité à l’EDG-T.

### Temps de la scolarité

#### But de l'enseignement
L’enseignement à l’EDG-T vise à développer chez les officiers stagiaires :
- leur aptitude au commandement par le développement de leurs qualités personnelles ;
- leur culture générale par la construction de leur propre référentiel de pensée et la compréhension de leur environnement global, y compris le domaine civilo et politico/militaire ;
- leur culture militaire par la compréhension du milieu militaire (histoire, évolutions, sujet d’études prospectives) pour qu’ils puissent aussi contribuer utilement au développement de la pensée militaire ;
- la culture professionnelle par la connaissance exhaustive de l’institution militaire pour leur permettre de s’adapter à différents emplois, de développer leur esprit de synthèse, de communiquer et de collaborer efficacement en état-major ;
- leurs compétences techniques par l’assimilation de connaissances et de savoir-faire indispensables à toute mission relevant de leur responsabilité ;
- leur esprit guerrier par le développement de leur persévérance et de leur combativité lors de mises en situation répétées les incitant à argumenter, défendre un point de vue et prendre position.

#### Économie générale de la scolarité
La formation à l’EDG-T dure une année scolaire répartie en 33 semaines de tronc commun et dix semaines de projets.
La scolarité fait alterner de l’enseignement présentiel à l’École militaire et des travaux parfois délocalisés au profit de l’armée de Terre.
L’enseignement présentiel fonctionne par module en attribuant à chaque niveau tactique étudié (de la tactique générale au GTIA en passant par le corps d’armée) une zone géographique spécifique(grande plaine, désert, jungle, France métropolitaine ou encore zone urbaine). Chaque module se nourrit des opérations extérieures et intérieures ainsi que par des études historiques. Il s’enrichit également d’une comparaison des approches des mondes civil et militaire. 
La méthode pédagogique repose sur la combinaison de cours didactiques, d’une réflexion personnelle et de mises en situation individuelles et collectives. Chaque jour, une conférence magistrale est dispensée à l’ensemble de la promotion. Elle fait préalablement l’objet d’une séance de préparation puis elle est suivie d’une séance de mise en perspective par les officiers stagiaires sous la direction de leur professeur de groupe. Cette séquence pédagogique permet d’apporter un éclairage conceptuel, pratique ou alternatif à la conférence magistrale.
Les officiers contribuent aussi directement à la vie de l’armée de Terre en participant à des exercices majeurs, en conduisant des travaux sous la forme de comité de réflexion à caractère opérationnel sur des sujets d’intérêt immédiat pour les grands organismes (état-major de l’armée de Terre, commandement des forces terrestres, direction des ressources humaines de l’armée de Terre…), ou en répondant sur court préavis à toutes les sollicitations de l’armée de Terre (groupe de travail, renforcement des opérations, groupe de planification opérationnelle…).
Les projets sont choisis par l’officier stagiaire mais doivent répondre aux besoins de l’armée de Terre. Menés lors de la scolarité à l’EDG-T sous la forme d’études autonomes ou en groupe, ils peuvent donner lieu à des immersions au sein de l’armée de Terre, en milieu universitaire ou dans le secteur privé, en France comme à l'étranger. Chaque officier bénéficie de l’aide d’un organisme compétent dans lequel est désigné un tuteur qui joue le rôle de conseiller et de facilitateur. Chaque projet aboutit à un mémoire présenté en fin de scolarité devant un jury.

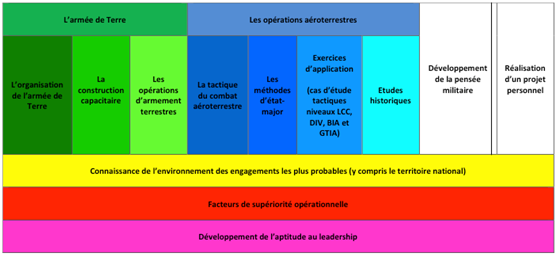
Enseignement à l'Ecole de Guerre-Terre

## La136epromotion
Entrée en scolarité en août 2022, la 136e promotion compte 83 officiers français (dont 72 recrutés sur concours et 11 brevetés interarmes recrutés sur dossier), 13 officiers alliés, 26 auditeurs civils (recrutés sur dossier). L’âge moyen des officiers stagiaires est de 36 ans. Toutes les fonctions opérationnelles sont représentées. La plupart des stagiaires rejoindront les officiers brevetés des autres armées au sein de l’Ecole de Guerre à l’été 2023. Certains suivront une scolarité à l’étranger.